# Кожевников Олександр Іванович
Олександр Іванович Кожевников (нар. 29 серпня 1920, село Сухий Овраг, тепер Оршанського району Республіки Марій Ел, Російська Федерація — 25 червня 1995, місто Київ) — військовий діяч, начальник Військової академії протиповітряної оборони Сухопутних військ імені Василевського О.М., генерал-полковник артилерії. Член Ревізійної Комісії КПУ в 1981—1986 р. Депутат Верховної Ради УРСР 10-го скликання. Кандидат військових наук (1979).

## Біографія
Народився в селянській родині.
У 1937 році закінчив Кузнецовське педагогічне училище. У 1937—1939 роках — вчитель початкової школи села Сухий Овраг Мордовської АРСР.
З 1939 року — в Червоній армії. У 1941 році закінчив Горьковське військове училище зенітної артилерії.
Учасник німецько-радянської війни з 1941 року. Служив командиром зенітної батареї, заступником командира 1622-го артилерійського полку ППО 3-ї Ударної армії, з 1944 року — начальником відділу Протиповітряної оборони Управління командувача артилерії 3-ї Ударної армії.
Член ВКП(б) з 1942 року.
У 1950 році закінчив Військову академію імені Фрунзе. Перебував на військово-командних посадах. У 1963—1969 роках — начальник військ Протиповітряної оборони армії.
У 1969—1972 роках — начальник військ Протиповітряної оборони Білоруського військового округу. У 1972—1977 роках — начальник військ Протиповітряної оборони Групи радянських військ в Німеччині.
У 1977—1983 роках — начальник Військової академії протиповітряної оборони Сухопутних військ імені Маршала Радянського Союзу Василевського О.М. у місті Києві.
Потім — на пенсії в місті Києві, де й помер 25 червня 1995 року.  Похований на Лук'янівському цвинтарі.

## Звання
- генерал-полковник артилерії (1980)

## Нагороди
- два ордени Червоного Прапора (3.11.1943, 25.11.1944)
- два ордени Вітчизняної війни І-го ст. (18.05.1945, 6.04.1985)
- орден Червоної Зірки
- орден «За службу Батьківщині у Збройних Силах СРСР» III-го ст. (1965)
- медалі